# 夜郎
夜郎，又稱夜郎國，是中國漢朝時所謂西南夷中的一個國家，主體在現在的貴州境内。
夜郎的中心位置，至今尚无定論，學術界的認識分歧亦很大。有學者認爲位在今天貴州六盘水、畢節一帶。關于夜郎國的記載主要見于《史記．西南夷列傳》，而根據考古的資料，一般認爲其在中國的戰國時代已經存在。因为牂牁江是今六盤水市與普安縣的交界處，所以六盤水和畢節赫章可樂遺址者一片被認爲是夜郎古國所在地。

## 歷史

### 西漢時
《史記》中記載夜郎是當時「西南夷」中最大的國家，「臨牂牁江」，漢武帝時因意圖攻打南越國，派唐蒙出使南越國，發現當地有蜀地生產的枸醬，得知是從夜郎來的，因此上書武帝，可以通夜郎以制南越國，因此武帝派唐蒙出使夜郎，見其首領夜郎侯多同，並厚賜其財物，強行要在當地設置郡縣官吏並以其子爲縣令，夜郎侯認爲其國家與漢朝距離遠，就暫且先答應，但後屢次不臣服于漢朝，後因此有了「漢孰與我大」此一名言，成爲「夜郎自大」一成語的典故。
建元六年（前135年），以廣漢郡南部和夜郎國地置犍爲郡。犍爲郡所轄四縣——漢陽、𨚲䣕、朱提、堂琅，即是以「夜郎」和「夜郎旁小邑」新設:21。
元鼎六年（前111年），漢滅亡南越國後，夜郎侯被迫入朝，漢武帝賜印綬。元封二年（前109年），再賜其滇王印。其中，滇王印于1956年在昆明出土，夜郎王印不知所蹤。
《漢書》記載夜郎王興在漢成帝河平二年十一月二十七日（前27年12月29日）舉兵反抗漢朝统治，漢朝派兵誅滅，夜郎國正式滅亡。改設郡縣。

### 漢以後
西晉時置夜郎郡。亦有多個夜郎縣。有作者認爲晉朝以後所設「夜郎郡」、「夜郎縣」等均不在漢夜郎範圍内:23—24。
唐代大詩人李白聞王昌齡貶謫龍標（即今黔陽）時寫下了《聞王昌齡左遷龍標遥有此寄》的不朽名句：「楊花落盡子規啼，聞道龍標過五溪。我寄愁心與明月，隨風直到夜郎西。」
夜郎國民族的後代：根據《歷史懸案》（ 讀者文摘出版社 香港 一九八五年第一版第一次印刷）「夜郎到底有多大？」，今天的水族，仡佬族，甚或苗族都可能是夜郎民族的後代。

## 其它
夜郎自稱「Zina」，在西元前就處于南亞與東亞交通的要衝，Geoff Wade主張「Zina」是梵文「Cīna」以及英文「China」的語源，可以解釋梵文在秦朝之前就以Cīna來指中國。

## 延伸阅读
[在维基数据编辑]
 《史記/卷116》，出自司馬遷《史記》

### 备注
1. ↑  蒲松齡在《聊齋誌異·絳妃》中寫道：「駕砲車之狂雲，遂以夜郎自大。恃贪狼之逆气，漫以河伯为尊。」
2. ↑  相关文章指，汉阳县在今贵州省威宁彝族回族苗族自治县、赫章县境内[3]:21。
3. ↑  相关文章指，𨚲䣕縣在今云南省宣威市境内[3]:21。
4. ↑  相关文章指，朱提縣在今云南省昭通市境内[3]:21。
5. ↑  相关文章指，堂琅縣在今云南省昆明市东川区、巧家县内[3]:21。

### 引用
1. ↑  . 上游新闻. 2018-03-10  [2023-08-07]. （原始内容存档于2023-08-07）.
2. ↑  司马迁《史记·西南夷列传》：「西南夷君长以什数，夜郎最大。」
3. 1 2 3 4 5 6  席克定. . 贵州文史丛刊 (贵州省贵阳市: 贵州省文史研究馆). 2008, (2008年第002期): 20—24  [2021-08-28]. ISSN 1000-8750 请检查|issn=值 (帮助). （原始内容存档于2021-08-28） （简体中文）.
4. ↑  田维华.夜郎王印去向考[J].人口.社会.法制研究,2013(01):239-249.
5. ↑  . www.upmedia.mg.   [2022-06-23]. （原始内容存档于2022-06-23）. 一直到西漢末年，夜郎王反漢，牂柯太守陳立殺夜郎王，夜郎國滅，改設郡縣，夜郎國從此就不復存在了。
6. ↑  班固.  （中文）. 其十一月丁巳，夜郎王歆大逆不道，牂柯太守立捕殺歆。
7. ↑  Geoff Wade. . Lipi Ghosh  (编). . Taylor & Francis. 2019-04-29: 33–36  [2021-01-02]. ISBN 978-1-00-000730-5. （原始内容存档于2021-07-10）.

### 书目
- 《史記．西南夷列傳》
- 《後漢書．西南夷傳》：初，（楚）頃襄王時，遣將莊豪从沅水伐夜郎，軍至且蘭，椓船于岸而步戰。既滅夜郎，因留王滇池。
- 《歷史懸案》：「夜郎到底有多大？」（ 讀者文摘出版社 香港 一九八五年初版）